# Маріо Лем'є
Маріо Лем'є (фр. Mario Lemieux: народ. 5 жовтня 1965, Монреаль, Квебек) — канадський хокеїст, центральний нападник, багаторічний капітан, лідер, а нині власник клубу НХЛ «Піттсбург Пінгвінс».

## Клубна кар'єра

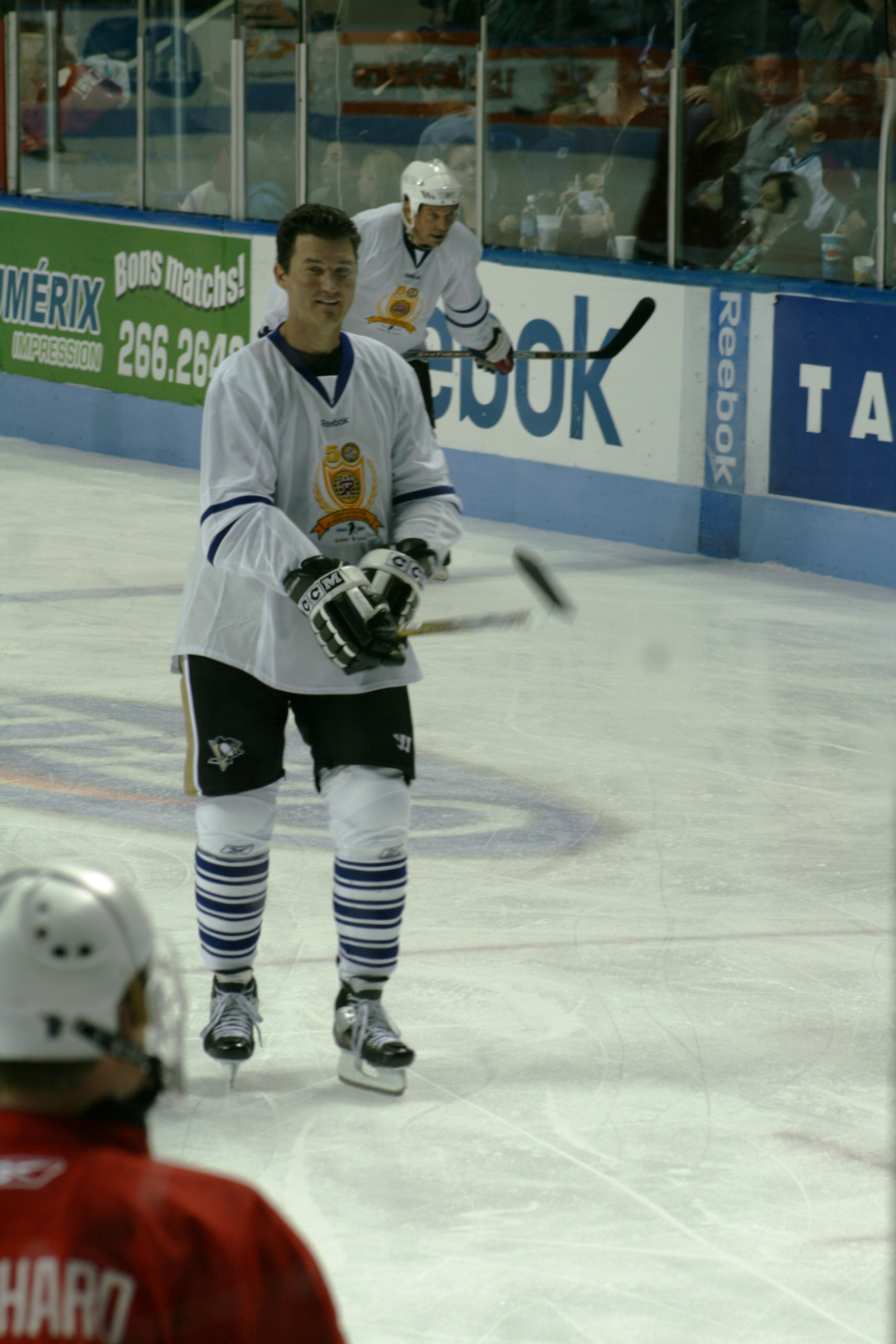
Маріо Лем'є під час Матчу Легенд, 21 лютого 2009

Був обраний під першим номером у драфті 1984 року командою «Піттсбург Пінгвінс». З 1984 по 2005 рік провів 18 сезонів у Національній хокейній лізі у складі «Піттсбурга» і виграв з командою два Кубка Стенлі (1991 і 1992). Володар Кубка Канади (1987), Кубка світу з хокею (2004), олімпійський чемпіон Солт-Лейк-Сіті 2002 у складі збірної Канади.
Завоював ряд престижних індивідуальних трофеїв: 3 рази вигравав «Гарт Меморіал Трофі» як найцінніший гравець ліги, 6 разів «Арт Росс Трофі» як найкращий бомбардир, 2 рази отримував «Конн Смайт Трофі» як найкращий гравець плей-оф; 4 рази удостоювався «Лестер Пірсон Авард» і 1 раз «Білл Мастертон Трофі».Також був визнаний найкращим новачком ліги в 1984 році і отримав «Колдер Трофі». У регулярних сезонах НХЛ провів 915 матчів і набрав 1723 очки (690 голів, 1033 передачі). У цей час це сьомий результат за всю історію НХЛ. У розіграшах плей-оф Кубка Стенлі зіграв у 107 іграх і набрав 172 очки (76 голів, 96 передач). Брав участь в 10 Матчах всіх зірок НХЛ. Тричі отримував звання найціннішого гравця цих матчів (1985, 1988, 1990).
Двічі завершував кар'єру. Перший раз у 1997 році через травми спини (повернувся в 2000 році), другий раз у 2005 році, після того, як у нього виявилися проблеми з серцем. Один з небагатьох гравців НХЛ, чиє ім'я було поміщено в Зал хокейної слави відразу ж після завершення кар'єри. У 2000 році став третім після Горді Хоу та Гі Лефлера членом Залу хокейної слави, хто повернувся у великий спорт. У 2004 році був включений у канадську Алею Слави. 17 червня 2009 став лицарем Національного Ордена Квебека.
З 1999 року є власником, генеральним менеджером і президентом клубу «Піттсбург Пінгвінс».
За видовищну гру і видатні спортивні досягнення отримав від уболівальників прізвиська «Прекрасний» (фр. Le Magnifique, англ. The Magnificent) та «Супермаріо» за аналогією зі знаменитим персонажем відеоігри.
Ігровий номер — «66».

## Статистика в НХЛ
| Сезон   | Клуб               | Ліга  | Регулярний сезон | Регулярний сезон | Регулярний сезон | Регулярний сезон | Регулярний сезон | Регулярний сезон | Регулярний сезон | Регулярний сезон | Регулярний сезон | Плей-оф | Плей-оф | Плей-оф | Плей-оф | Плей-оф | Плей-оф | Плей-оф | Плей-оф | Плей-оф |
| Сезон   | Клуб               | Ліга  | І                | Г                | П                | О                | ШХ               | +/-              | ГБ               | ГМ               | ПГ               | І       | Г       | П       | О       | ШХ      | +/-     | ГБ      | ГМ      | ПГ      |
| ------- | ------------------ | ----- | ---------------- | ---------------- | ---------------- | ---------------- | ---------------- | ---------------- | ---------------- | ---------------- | ---------------- | ------- | ------- | ------- | ------- | ------- | ------- | ------- | ------- | ------- |
| 1981-82 | Лаваль Вуазен      | QMJHL | 64               | 30               | 66               | 96               | 22               | —                | —                | —                | —                | 18      | 5       | 9       | 14      | 31      | —       | —       | —       | —       |
| 1982-83 | Лаваль Вуазен      | QMJHL | 66               | 84               | 100              | 184              | 76               | —                | —                | —                | —                | 12      | 14      | 18      | 32      | 18      | —       | —       | —       | —       |
| 1983-84 | Лаваль Вуазен      | QMJHL | 70               | 133              | 149              | 282              | 92               | —                | —                | —                | —                | 14      | 29      | 23      | 52      | 29      | —       | —       | —       | —       |
| 1984-85 | Піттсбург Пінгвінс | НХЛ   | 73               | 43               | 57               | 100              | 54               | −35              | 11               | 0                | 2                | —       | —       | —       | —       | —       | —       | —       | —       | —       |
| 1985-86 | Піттсбург Пінгвінс | НХЛ   | 79               | 48               | 93               | 141              | 43               | −6               | 17               | 0                | 4                | —       | —       | —       | —       | —       | —       | —       | —       | —       |
| 1986-87 | Піттсбург Пінгвінс | НХЛ   | 63               | 54               | 53               | 107              | 57               | +13              | 1                | 0                | 4                | —       | —       | —       | —       | —       | —       | —       | —       | —       |
| 1987-88 | Піттсбург Пінгвінс | НХЛ   | 77               | 70               | 98               | 168              | 92               | +23              | 22               | 10               | 7                | —       | —       | —       | —       | —       | —       | —       | —       | —       |
| 1988-89 | Піттсбург Пінгвінс | НХЛ   | 76               | 85               | 114              | 199              | 100              | +41              | 31               | 13               | 8                | 11      | 12      | 7       | 19      | 16      | −1      | 7       | 1       | 0       |
| 1989-90 | Піттсбург Пінгвінс | НХЛ   | 59               | 45               | 78               | 123              | 78               | −18              | 14               | 3                | 4                | —       | —       | —       | —       | —       | —       | —       | —       | —       |
| 1990-91 | Піттсбург Пінгвінс | НХЛ   | 26               | 19               | 26               | 45               | 30               | +8               | 6                | 1                | 2                | 23      | 16      | 28      | 44      | 16      | +14     | 6       | 2       | 0       |
| 1991-92 | Піттсбург Пінгвінс | НХЛ   | 64               | 44               | 87               | 131              | 94               | +27              | 12               | 4                | 5                | 15      | 16      | 18      | 34      | 2       | +6      | 8       | 2       | 5       |
| 1992-93 | Піттсбург Пінгвінс | НХЛ   | 60               | 69               | 91               | 160              | 38               | +55              | 16               | 6                | 10               | 11      | 8       | 10      | 18      | 10      | +2      | 3       | 1       | 1       |
| 1993-94 | Піттсбург Пінгвінс | НХЛ   | 22               | 17               | 20               | 37               | 32               | −2               | 7                | 0                | 4                | 6       | 4       | 3       | 7       | 2       | −4      | 1       | 0       | 0       |
| 1994-95 | Піттсбург Пінгвінс | НХЛ   | —                | —                | —                | —                | —                | —                | —                | —                | —                | —       | —       | —       | —       | —       | —       | —       | —       | —       |
| 1995-96 | Піттсбург Пінгвінс | НХЛ   | 70               | 69               | 92               | 161              | 54               | +10              | 31               | 8                | 8                | 18      | 11      | 16      | 27      | 33      | +3      | 3       | 1       | 2       |
| 1996-97 | Піттсбург Пінгвінс | НХЛ   | 76               | 50               | 72               | 122              | 65               | +27              | 15               | 3                | 7                | 5       | 3       | 3       | 6       | 4       | −4      | 0       | 0       | 0       |
| 2000-01 | Піттсбург Пінгвінс | НХЛ   | 43               | 35               | 41               | 76               | 18               | +15              | 16               | 1                | 5                | 18      | 6       | 11      | 17      | 4       | +4      | 1       | 0       | 3       |
| 2001-02 | Піттсбург Пінгвінс | НХЛ   | 24               | 6                | 25               | 31               | 14               | 0                | 2                | 0                | 0                | —       | —       | —       | —       | —       | —       | —       | —       | —       |
| 2002-03 | Піттсбург Пінгвінс | НХЛ   | 67               | 28               | 63               | 91               | 43               | −25              | 14               | 0                | 4                | —       | —       | —       | —       | —       | —       | —       | —       | —       |
| 2003-04 | Піттсбург Пінгвінс | НХЛ   | 10               | 1                | 8                | 9                | 6                | −2               | 0                | 0                | 0                | —       | —       | —       | —       | —       | —       | —       | —       | —       |
| 2005-06 | Піттсбург Пінгвінс | НХЛ   | 26               | 7                | 15               | 22               | 16               | −16              | 3                | 0                | 0                | —       | —       | —       | —       | —       | —       | —       | —       | —       |
| 21 рік  | Всього             | НХЛ   | 915              | 690              | 1033             | 1723             | 834              | +116             | 236              | 49               | 74               | 107     | 76      | 96      | 172     | 87      | +20     | 29      | 7       | 11      |

| І | Зіграні матчі | Г | Голи | П | Передачі | О | Очки | ГБ | Голи у більшості | ГМ | Голи у меншості | ПГ | Переможні голи |